# ارو مانتورانتا
ارو مانتورانتا ورزشکار مرد رشتهٔ اسکی صحرانوردی اهل کشور فنلاند است. وی در بین سال‌های ‎۱۹۶۰ تا ۱۹۶۸ میلادی در مسابقات بازی‌های المپیک زمستانی در مجموع ۷ مدال، شامل ۳ مدال طلا و ۲ نقره و ۲ برنز را کسب کرد.